# لوکا پروش
لوکا پروش (به زبان کرواتی: Luka Peroš؛ زادهٔ ۲۸ اکتبر ۱۹۷۶) بازیگر کرواتی است که به خاطر نقش مارسی در خانه کاغذی معروف است.

## فیلم‌شناسی منتخب
- بازی‌های خطرناک کانیون (۱۹۹۸)
- محترم (۱۹۹۹)
- زن تفنگدار (۲۰۰۴)
- عشق ممنوعه (۲۰۰۶)
- جشن شکار (۲۰۰۷)
- به اینجا ختم نمی‌شود (۲۰۰۸)
- بیتانگه و شاهزاده خانم (۲۰۰۸)
- قانون! (۲۰۰۹)
- موجودات جنگلی (۲۰۱۰)
- انتخاب لارا (۲۰۱۲)
- شماره ۵۵ (۲۰۱۴)
- هرچه ممکن است رخ دهد (۲۰۱۴)
- ال نینو (۲۰۱۴)
- بورجیا (۲۰۱۴)
- دریای پلاستیک (۲۰۱۶)
- مین  (۲۰۱۶)
- پاپیون (۲۰۱۷)
- درخت خون (۲۰۱۸)
- عکاس ماوتهاوزن (۲۰۱۸)
- خانه کاغذی (۲۰۱۹)
- Mahmad:Fetihler sultanı(2024)